# Coeliccia rossi
Coeliccia rossi är en trollsländeart som beskrevs av Syoziro Asahina 1985. Coeliccia rossi ingår i släktet Coeliccia och familjen flodflicksländor. IUCN kategoriserar arten globalt som otillräckligt studerad. Inga underarter finns listade i Catalogue of Life.